# شهلا ریاحی
قدرت‌الزّمان وفادوست، معروف به شهلا ریاحی (زادهٔ ۱۸ شهریور ۱۳۰۵ در تهران – درگذشتهٔ ۱۰ دی ۱۳۹۸ در تهران)، هنرپیشه سینما، تئاتر و تلویزیون بود. او با ساخت فیلم مرجان، اولین کارگردان زنِ سینمای ایران شد.

## زندگی
شهلا ریاحی در ۱۸ شهریور ۱۳۰۵ در تهران به دنیا آمد. او تحصیلاتش را تا سیکل ادامه داد و در مهرماه ۱۳۲۳ در سن ۱۷ سالگی، بنا به خواست و راهنمایی همسرش اسماعیل ریاحی که از شیفتگان تئاتر بود، به صحنه (تئاتر تهران) راه یافت و اولین بار معزالدیوان فکری در نمایشنامه‌ای به نام سیاست هارون‌الرشید نقش اوّلِ دخترِ نمایش را به او داد. او با کار سوّم و چهارم در دنیای محدود تئاتر آن زمان به عنوان بازیگری محبوب و سرشناس مورد توجه قرار گرفت.
او سینمای حرفه‌ای را سال ۱۳۳۰ با فیلم خواب‌های طلایی به کارگردانی معزالدیوان فکری تجربه کرد. با رکود کار تئاتر، ریاحی سال ۱۳۳۵ فیلم «مرجان» را کارگردانی کرد و به این ترتیب نام اولین زن کارگردان سینمای ایران را به خود اختصاص داد. وی گوینده رادیو و تلویزیون و مجری برنامه‌های کودک نیز بود.

### زندگی خصوصی
او همسر اسماعیل ریاحی (کارگردانِ سینما) و دارای دو فرزند (یک دختر و یک پسر) بود.

## درگذشت

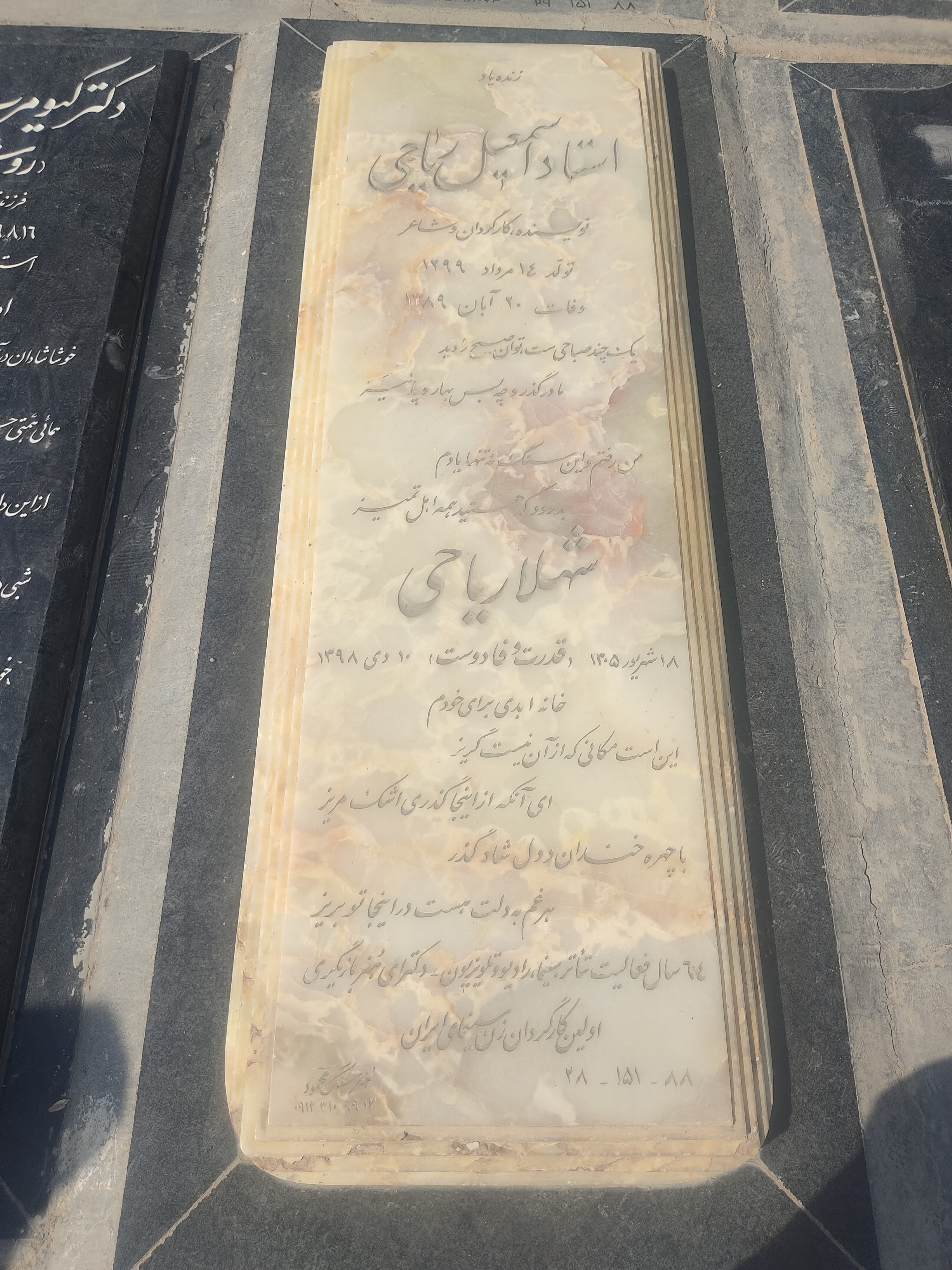
قبر شهلا ریاحی و همسرش اسماعیل ریاحی در قطعه هنرمندان بهشت زهرا

شهلا ریاحی که به علت بیماری حدود ۱۰ ماه در بیمارستان بستری بود و زندگی نباتی داشت در شامگاه ۱۰ دی ۱۳۹۸ ساعت ۲۰ شب درگذشت.
مراسم تشییع پیکر شهلا ریاحی، صبح یکشنبه ۱۵ دی ۱۳۹۸ با حضور اقشار مختلف مردم و جمعی از هنرمندان، در تالار وحدت برگزار شد.

## فیلم‌شناسی

### سینمایی
1. نهنگ عنبر ۲: سلکشن رؤیا  (۱۳۹۵) [حضور افتخاری]
2. شیرین (۱۳۸۷)
3. دعوت به شام (۱۳۷۹)
4. بادام‌های تلخ (۱۳۷۸) [حضور افتخاری]
5. چشم عقاب (۱۳۷۷)
6. فرار از جهنم (۱۳۷۵)
7. سلام به انتظار (۱۳۷۴)
8. انتهای قدرت (۱۳۷۳)
9. تحفه هند (۱۳۷۳)
10. حالا چه شود! (۱۳۷۳)
11. رؤیای نیمه‌شب تابستان (۱۳۷۳)
12. عروسی خون (۱۳۷۳)
13. مرضیه  (۱۳۷۳)
14. می‌خواهم زنده بمانم (۱۳۷۳)
15. بدل (۱۳۷۲)
16. بی‌تو هرگز (۱۳۷۲)
17. چشمهایم برای تو (۱۳۷۱)
18. دلاوران کوچه دلگشا  (۱۳۷۱)
19. رابطه پنهانی (۱۳۷۱)
20. دلشدگان (۱۳۷۰)
21. دیدار در استانبول (۱۳۷۰)
22. راه و بیراه (۱۳۷۰)
23. تیغ آفتاب (۱۳۶۹)
24. دو فیلم با یک بلیت (۱۳۶۹)
25. بچه‌های طلاق (۱۳۶۸)
26. رانده‌شده (۱۳۶۸)
27. زمان ازدست‌رفته (۱۳۶۸)
28. مرگ پلنگ (۱۳۶۸)
29. در مسیر تندباد (۱۳۶۷)
30. گلنار (۱۳۶۷)
31. پرستار شب (۱۳۶۶)
32. پرنده کوچک خوشبختی (۱۳۶۶)
33. گل مریم (۱۳۶۶)
34. خانه‌خراب (۱۳۵۴)
35. پسرخوانده (۱۳۵۲)
36. سراب (۱۳۵۲)
37. صخره سیاه (۱۳۵۲)
38. حکیم‌باشی (۱۳۵۱)
39. آسمون بی‌ستاره (۱۳۵۰)
40. درشکه‌چی (۱۳۵۰)
41. دل‌های بی‌آرام (۱۳۵۰)
42. شاطر عباس (۱۳۵۰)
43. شب عروسی (۱۳۵۰)
44. بهشت دور نیست (۱۳۴۸)
45. بهرام شیردل (۱۳۴۷)
46. چرخ فلک (۱۳۴۶)
47. خشم کولی (۱۳۴۷)
48. عروس تهران (۱۳۴۶)
49. فردای باشکوه (۱۳۴۶)
50. میلیونرهای گرسنه (۱۳۴۶)
51. بیست سال انتظار (۱۳۴۵)
52. گدایان تهران (۱۳۴۵)
53. جهان‌پهلوان (۱۳۴۵)
54. شارلاتان (۱۳۴۵)
55. شیطان در می‌زند (۱۳۴۳)
56. جاده مرگ (۱۳۴۲)
57. عروس دهکده (۱۳۴۱)
58. عشق بزرگ (۱۳۴۰)
59. مرغابی سرخ‌کرده (۱۳۴۰)
60. عروسک پشت پرده (۱۳۳۹)
61. آفت زندگی یا مرفین (۱۳۳۹)
62. بوسه مادر (۱۳۳۵)
63. مرجان (۱۳۳۵) [کارگردان و بازیگر]
64. برای تو (۱۳۳۴)
65. چهره آشنا (۱۳۳۲)
66. دختر چوپان (۱۳۳۲)
67. دختر سر راهی (۱۳۳۲)
68. گناهکار (۱۳۳۲)
69. نیمه‌راه زندگی (۱۳۳۲)
70. دزد عشق (۱۳۳۱)
71. یک نگاه (۱۳۳۱)
72. خواب‌های طلائی (۱۳۳۰)

## نگارخانه

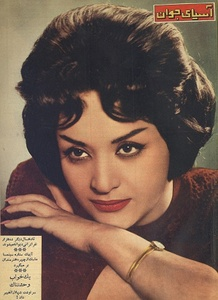
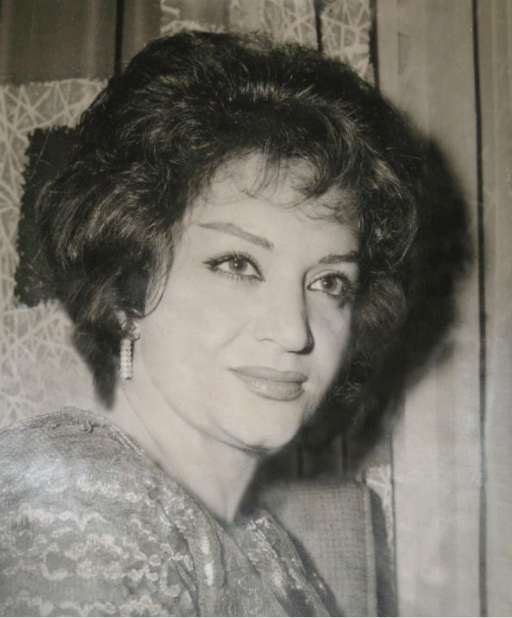
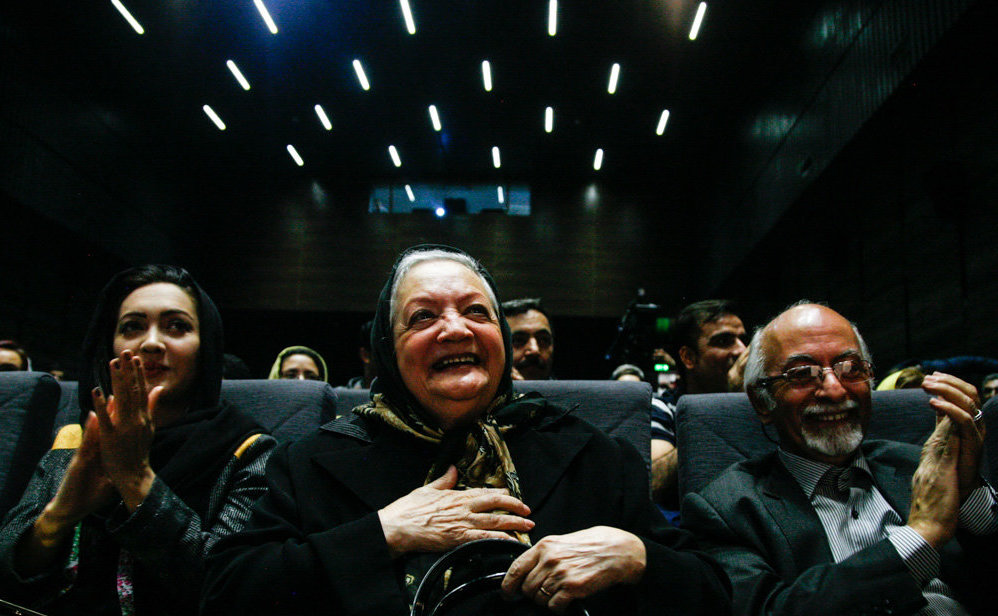

### تلویزیونی
| سال       | نام                  | سمت          | کارگردان              | توضیحات                                                |
| --------- | -------------------- | ------------ | --------------------- | ------------------------------------------------------ |
| ۱۳۸۱      | مهمان‌پذیر طوبی       | بازیگر مهمان | منوچهر پوراحمد        | در نوروز ۱۳۸۳ از شبکه ۱ پخش شد.                        |
| ۱۳۸۰–۱۳۸۱ | لحظه قاصدک           | بازیگر       | ایرج حبشی             | از برنامه کودک و نوجوان شبکه ۲ پخش شد.                 |
| ۱۳۷۹      | یک میهمان            | بازیگر       | حسن هدایت             | تهیه شده برای شبکه جهانی سحر                           |
| ؟         | این خانه قشنگ است    | بازیگر       | حسین کامران           | اواسط دهه هفتاد از «سیمای خانواده» پخش می‌شد.           |
| ؟         | قوهای سپید           | بازیگر       | داریوش جهانگیری       | در نیمه دوم دههٔ ۷۰ از برنامه «سیمای خانواده» پخش می‌شد. |
| ۱۳۷۶      | قصه‌های چهار فصل      | بازیگر       | ؟                     | شبکه ۱                                                 |
| ۱۳۷۶      | بازی زندگی           | بازیگر       | مجید بهشتی            | شبکه ۱                                                 |
| ۱۳۷۵      | فروشگاه              | بازیگر       | احمد بهبهانی          | شبکه ۳                                                 |
| ۱۳۷۵      | جدال بی‌حاصل          | بازیگر       | مسعود رشیدی           | از برنامه «سینمای خانواده» پخش می‌شد.                   |
| ۱۳۷۴      | جای خالی دریا        | بازیگر       | هوشنگ توکلی           |                                                        |
| ۱۳۷۴      | بر سر دوراهی         | بازیگر       | مجید بهشتی            |                                                        |
| ۱۳۷۴      | آتیه                 | بازیگر       | رضا صفایی             | شبکه ۱                                                 |
| ۱۳۷۴      | درد پنهان            | بازیگر       | ؟                     | هر روز ظهر، از برنامه سیمای خانواده پخش می‌شد.          |
| ۱۳۷۴      | مجموعه «قصه شب سیما» | بازیگر       | مسعود فروتن           | بازی در اپیزود «خانه عشق» - شبکه ۱                     |
| ۱۳۷۳      | غنچه‌ها               | بازیگر       | سعید نادری            |                                                        |
| ۱۳۷۳      | خانه در آتش          | بازیگر       | علی نقی‌لو             | شبکه ۱                                                 |
| ۱۳۷۳      | همسران               | بازیگر مهمان | بیژن بیرنگ مسعود رسام | شبکه ۲                                                 |
| ۱۳۷۲      | همسایه‌ها             | بازیگر       | حسن فتحی              | شبکه ۲                                                 |
| ۱۳۷۲      | سنگ و شیشه           | بازیگر       | جمشید حیدری           | شبکه ۲                                                 |
| ۱۳۷۲      | ستاک                 | بازیگر       | سعید نادری            |                                                        |
| ۱۳۷۱      | بیا تا گل برافشانیم  | بازیگر       | خسرو ملکان            |                                                        |
| ۱۳۷۰      | این خانه دور است     | بازیگر       | بیژن بیرنگ مسعود رسام | شبکه ۲                                                 |
| ۱۳۶۸      | ازدواج پر ماجرا      | بازیگر       | منوچهر پوراحمد        | در نوروز ۱۳۶۹ از شبکه ۱ پخش شد.                        |
| ۱۳۶۸      | چراغ خانه            | بازیگر       | منوچهر پوراحمد        | شبکه ۱                                                 |
| ۱۳۶۷      | بخش چهار جراحی       | بازیگر       | مسعود فروتن           |                                                        |
| ۱۳۶۵      | در خانه              | بازیگر       | بیژن بیرنگ مسعود رسام | شبکه ۲ در نقش «عزیز خانم»                              |
| ۱۳۵۶      | ایتالیا ایتالیا      | بازیگر       | نوذر آزادی            | در نقش «انور زمان»                                     |

## نمایش‌ها
| - مکافات - مستنطق - مارگریت گوتیه - فرشته زمینی - عروسی فیگارو - طلاق ممنوع - شب بحرانی - سیاه و سفید - زنم میشی - رومئو و ژولیت - راهزنان - ده عروسک سیاه - دون ژوان - دزد بغداد - در راه شیطان - دختر ولگرد | - دختر چوپان - خانم کاملیا - جاده زرین سمرقند - توراندخت - تله - تشک پر قو - پیچ خطرناک - بدرالدین و مه پاره - باغ‌وحش شیشه‌ای - بادبزن خانم ویندیرمیر - امشب به قتل می‌رسد - اسب بالدار - آخرین لحظه - سیاست هارون‌الرشید |